# Anne-Cécile Ciofani
Pour les articles homonymes, voir Ciofani.

a Compétitions nationales et continentales officielles uniquement.

b Matchs officiels uniquement.
Anne-Cécile Ciofani, née le 14 décembre 1993, est une joueuse internationale française de rugby à sept et internationale de rugby à XV.
Elle est médaillée d'argent lors des Jeux olympiques de Tokyo en 2021 et est désignée la même année meilleure joueuse du monde de rugby à sept.

## Biographie
Anne-Cécile Ciofani naît le 14 décembre 1993. Son père Walter Ciofani est un athlète français, spécialiste du lancer du marteau. Sa mère Jeanne Ngo Minyemeck est une athlète camerounaise, également spécialiste des lancers. Ils ont respectivement disputé les Jeux olympiques d'été de 1984 et les Jeux olympiques d'été de 1988. Elle a deux sœurs, Audrey et Juliette, qui sont deux grands espoirs olympiques du lancer de marteau français.
Elle découvre le rugby à 18 ans quand elle démarre des études de STAPS, alors qu'elle pratique jusque-là l'heptathlon : « Avec mes qualités de vitesse, je savais que je pouvais y arriver. La possibilité d’atteindre le très haut niveau m’a autant poussée que la pratique ». Six mois après ses débuts pourtant, elle est convoquée au Centre Élite de Marcoussis, mais n'est sélectionnée en équipe nationale qu'en 2018.
En 2018, alors qu'elle termine sa première année de joueuse professionnelle à l'AC Bobigny, elle devient vice-championne du monde de rugby à 7 avec l’équipe de France. Elle marque notamment un essai sur la dernière action de jeu face à l'Australie, championne olympique, qui qualifie la France en finale et est élue meilleure nouvelle joueuse du tournoi mondial.
Elle est issue d'une famille sportive, ses deux parents ont participé à des Olympiades, son père Walter Ciofani au lancer du marteau à Los Angeles en 1984 et sa mère camerounaise Jeanne Ngo Minyemeck au poids et au disque à Séoul en 1988,. Ses sœurs Juliette (championne de France junior) et Audrey Ciofani (championne de France espoir et vice championne élite) sont des athlètes au lancer du marteau et licenciées au Cercle athlétique de Montreuil 93.
En 2021, elle est sélectionnée par David Courteix pour participer aux Jeux olympiques d'été de Tokyo ; les Bleues sont médaillées d'argent. La même année, elle est désignée meilleure joueuse du monde de rugby à sept.
Pour 2022-2023, elle rejoint le Stade français Paris.
En 2024, elle de nouveau est sélectionnée pour participer aux Jeux olympiques, au Stade de France à Paris mais les Bleues s'inclinent en quart de finale face au Canada.

## Palmarès

### En équipe nationale
- Jeux olympiques
  -  Médaille d'argent aux Jeux olympiques d'été de 2020
- Coupe du monde de rugby à sept :
  - 2e : 2018

## Distinctions

### Récompenses individuelles
- Prix World Rugby 2021 : meilleure joueuse du monde de rugby à sept[11]

### Décorations
- Chevalier de l'ordre national du Mérite (décret du 8 septembre 2021)[12]

## Vie personnelle
Elle est en couple depuis 2018 avec Geoffray Durbant, footballeur international guadeloupéen, champion de France de National en mai 2022 avec le Stade lavallois. Leur mariage est célébré le 4 juin 2022.